# Jacqueline Harpman

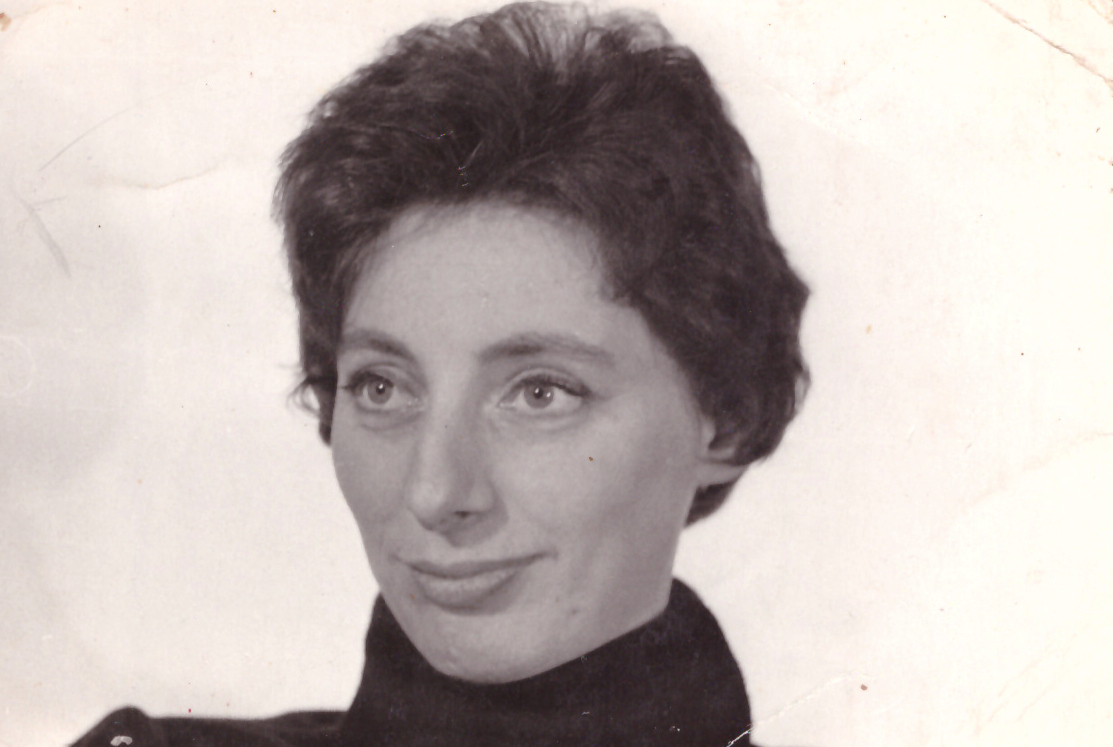
Portrait de Jacqueline Harpman à 20 ans.

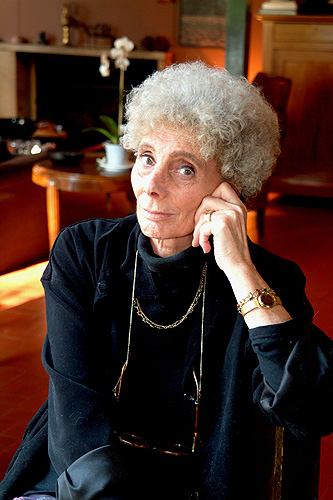
L'auteur chez elle vers 75 ans.

Jacqueline Harpman, née à Etterbeek le 5 juillet 1929 et morte le 24 mai 2012, est une écrivaine de langue française et une psychanalyste belge.

## Biographie
Jacqueline Harpman est née le 5 juillet 1929 à Etterbeek (Bruxelles) de Jeanne Honorez et Andries Harpman. Le couple exporte des tissus et des dentelles belges vers les colonies d'Afrique du Nord et ne s'installe dans un appartement qu'après la naissance de Jacqueline. Elle est la seconde fille du couple, sa sœur aînée, Andrée, a neuf ans de plus qu'elle. Durant la Seconde Guerre mondiale, sa famille, juive, se réfugie à Casablanca, rue de Nancy prolongée rebaptisée aujourd'hui rue Ichbilia (Séville en Arabe), où elle vit jusqu'en 1945. Une importante partie de sa famille paternelle a été déportée à Auschwitz durant la guerre et y mourra. Jacqueline poursuit ses études secondaires au collège Mers Sultan de Casablanca parce que le lycée français de Casablanca lui est interdit, du fait de ses origines juives. Elle aura d'ailleurs la malchance de devoir écouter la haine de Jacques Doriot à l'égard des Juifs. C'est d'ailleurs en se souvenant de ses sentiments ce jour-là qu'elle écrit En quarantaine. Dans ce collège, elle rencontre Mademoiselle Barthes qui a été son professeur de français et à laquelle elle devait, disait-elle, son amour pour la langue pure des XVIIIe et XIXe siècles. De retour à Bruxelles en 1945, elle finit ses études secondaires au lycée de Forest, puis elle entreprend des études de médecine à l'Université Libre de Bruxelles (ULB). En 1948, atteinte de tuberculose, elle est admise au sanatorium universitaire d’Eupen, où elle commence l'écriture d'un roman non publié, Les Jeux dangereux. Elle reste couchée pendant deux ans dans ce sanatorium. La pénicilline lui permet de reprendre ses études de médecine et elle poursuit son doctorat sans le terminer. En 1953, elle se marie une première fois, avec le cinéaste flamand Émile Degelin. Elle collabore avec lui à l'écriture et à la réalisation de plusieurs films. Ils divorceront en 1962.
Elle publie son premier texte, L’amour et l’acacia, et son roman L’apparition des esprits chez René Julliard. En 1959, elle reçoit le prix Victor-Rossel pour son roman Brève Arcadie. Elle écrit pour le cinéma, fait des émissions radiophoniques et rédige des critiques théâtrales. En 1963, elle se marie une deuxième fois, avec l'architecte et poète Pierre Puttemans, et au mois d'août, le 19, elle met au monde sa première fille, Marianne.
En 1965, elle écrit son troisième roman, Les bons sauvages, et met au monde sa deuxième fille, Toinon, le 18 mai. Après la mort de René Julliard en 1962, et animée par des envies de changement, elle « pose la plume au milieu de l'écriture de son quatrième roman », comme elle aimait à le dire, et va s'inscrire à l'ULB. Elle y entreprend des études de psychologie, qu'elle valide par un mémoire sur le pronostic à l’aveugle des tests de Rorschach. Elle travaille plusieurs années comme psychothérapeute à la clinique de Fond’Roy, qu'elle quitte, fâchée des méthodes de soin que l'institution pratiquait à cette époque. Elle commence alors à exercer en pratique privée. Elle s'intéresse à la psychanalyse et entre en formation à la Société belge de psychanalyse (1976). Elle travaille avec Jean Bégoin, un psychanalyste kleinien parisien.
Dès 1980, elle écrit des articles pour la Revue belge de psychanalyse. quelques uns de ses meilleurs articles ont été réunis par son mari dans la publication: Écriture et Psychanalyse (Mardaga 2011), notamment un article sur les vampires, un autre sur Proust, et beaucoup d'articles sur l'engagement des femmes.
Tout en devenant psychanalyste, elle reprend l'écriture, et publie en 1987 le roman La Mémoire trouble, puis en 1990, La fille démantelée ; en 1991, La plage d’Ostende, qui reçoit en 1992 le prix Point de Mire. Ensuite, elle publie La lucarne, recueil de nouvelles dans lesquelles elle revisite notamment les mythes de Marie, Antigone et Jeanne d'Arc, et Le Bonheur dans le crime. Ce roman se passe dans une maison bruxelloise existante: la maison Delune (château Feys) au croisement des avenues des Phalènes et Roosevelt. Le plan imaginaire du roman a été créé avec la collaboration de son mari architecte Pierre Puttemans. Elle continue d'ailleurs de jouer avec les architectures en mettant en scène un architecte dans En toute impunité, dans lequel trois générations de femmes essaient par tous les moyens de préserver le château en ruine qu'elles possèdent depuis toujours. L'architecte qui témoigne de l'histoire de ces femmes s'appelle Jean Avijl, pseudonyme littéraire de Pierre Puttemans.
Elle publie les romans Moi qui n’ai pas connu les hommes (1995),, Orlanda (1996, prix Médicis 2006) et L’Orage rompu (1997). Pour Le Passage des Éphémères (2004), elle demandera à Pierre Cugnon, astrophysicien attaché à l'Observatoire Royal d'Uccle de la guider dans l'Observatoire pour mettre un cadre réel à son histoire. Il répondra aussi à ses questions pour le roman Le Temps est un Rêve (2004). Elle ne cachait pas son amour de la physique et enviait au personnage du Temps est un rêve la chance de pouvoir vivre une deuxième vie et d'étudier la physique et l'astrophysique. Elle possédait une gigantesque bibliothèque où se mêlaient livres théoriques de physique, revues scientifiques et romans de science-fiction.
Plusieurs cinéastes se sont intéressés à son œuvre et Gérard Corbiau l'approchera également. Il a été jusqu'à proposer un scénario assez complet qui faisait la part belle au flash back.
Jacqueline Harpman a continué à écrire et à exercer ses activités de psychanalyste jusqu'à sa mort, le 24 mai 2012 des suites d'un cancer,. Elle est morte paisiblement chez elle entourée de son mari et de ses filles.
Ses deux filles et ses quatre petits-enfants contribuent chacun à leur façon à faire vivre des parties d'elle. Sa fille Marianne est professeure d'Histoire de l'Architecture à l'Université Libre de Bruxelles, sa fille Toinon est professeure de Mathématique à l'Académie Royale des Beaux-Arts (ARBA), ses petits enfants ont fait sa fierté: l'une est restauratrice d'œuvre d'art et aurait pu restaurer les œuvres de Léopold Wiesbek de La plage d'Ostende, la deuxième est agronome et reprend le flambeau des femmes de sciences de la plupart de ses romans, le troisième est musicien et le quatrième mathématicien.
Ses filles ont, selon son souhait, déposé l'ensemble de ses archives aux Archives et Musée de la Littérature à Bruxelles où les archivistes reconstitueront son bureau d'écriture.
En 2014 et 2015, Emilie Guillaume, jeune comédienne bruxelloise, fait vivre Jeanne d'Arc dans un spectacle intitulé Jeanne d'Arc au Troisième Degré qui mêle le texte de Jacqueline Harpman à une performance inouïe mêlant théâtre, cirque et arts martiaux. Jeannine Pâque, biographe de Jacqueline Harpman est certaine qu'elle aurait adoré voir son texte vibrer de cette façon.
Depuis les années 2010, ses romans ont connu plusieurs traductions. Depuis 2020 particulièrement, Moi qui n'ai pas connu les hommes, connait un nouveau succès et en février 2025, on comptait 26 traductions de ce roman en allemand, anglais du Royaume-Uni, anglais des Etats-Unis, arabe, coréen, catalan, castillan, finnois, géorgien, grec, hongrois, italien, néerlandais, polonais, portugais du Brésil, portugais du Portugal, roumain, russe, serbe, slovaque, suédois, tchèque, turc, slovène, danois et japonais.
Décrit comme un « conte de la Servante de la génération Z », le roman a connu un succès important au début de 2025 sur BookTok, la communauté de lecteurs de livres de TikTok, après avoir été republié en 2022. Il a recueilli plus de 178 000 évaluations sur GoodReads  et s'est vendu à plus de 100 000 exemplaires en 2024, rien qu'aux États-Unis,

## Récompenses et hommages
- 1959 : prix Victor-Rossel[2] pour Brève Arcadie,
- 1992 : prix Point de Mire[2] (RTBF) pour La Plage d'Ostende,
- 1996 : prix Médicis[2] pour Orlanda
- 2003 : Prix triennal du roman de la communauté française de Belgique[2] pour La Dormition des amants[7]
- 2006 : grand prix SGDL de littérature pour l'ensemble de l'œuvre
- 2019 : une avenue d'Uccle — commune de Bruxelles — a reçu son nom en reconnaissance de son œuvre[5],[15].
- 2020 : une nouvelle rue, à côté de la maison communale d'Etterbeek, est baptisée Jacqueline Harpman[5].
- 2022 : la nouvelle bibliothèque communale de Molenbeek-Saint-Jean reçoit son nom en reconnaissance de son œuvre[5],[8].
- 2024 : le 5 juillet 2024 le Google Doodle rend hommage à Jacqueline Harpman.

## Œuvres
- L'Amour et l'Acacia coll. Nouvelles, 1958)
- Brève Arcadie (Julliard, 1959), prix Victor Rossel.
- L'Apparition des esprits (Julliard, 1960)
- Les Bons Sauvages (Julliard, 1966 et Labor, coll. Espace Nord, no 79)
- La Mémoire trouble (Gallimard, 1987)
- La Fille démantelée (Stock, 1990)
- La Plage d'Ostende (Stock, 1991 et Livre de Poche no 9587)
- La Lucarne (Stock, 1992)
- Le Bonheur dans le crime (Stock, 1993)
- Moi qui n'ai pas connu les hommes (Stock, 1995 et Livre de Poche no 14093)
- Orlanda (Grasset, 1996 et Livre de Poche no 14468) prix Médicis
- L'Orage rompu (Grasset, 1998)
- Dieu et moi (Mille et une nuits, 1999)
- Récit de la dernière année (Grasset, 2000)
- Le Véritable Amour (Ancrage, 2000)
- La Vieille Dame et moi (Le Grand Miroir, 2001)
- En quarantaine (Mille et une nuits, 2001)
- Ève et autres nouvelles (Espace nord, 2001)
- La Dormition des amants (Grasset, 2002) prix du roman CF de Belgique
- Le Placard à balais (Le grand miroir, 2003)
- Jusqu'au dernier jour de mes jours (Labor, 2004)
- Le Temps est un rêve (Le Grand Miroir, 2004)
- Le Passage des éphémères (Grasset, 2004)
- La Forêt d'Ardenne (Le grand miroir, 2004)
- En toute impunité (Grasset, 2005)
- Du côté d'Ostende (Grasset, 2006)
- Mes Œdipe (Grand Miroir, 2006)
- Ce que Dominique n'a pas su (Grasset, 2007)
- Écriture et Psychanalyse (Mardaga 2011)